# Tandsbyn
Tandsbyn är en tätort i Lockne distrikt (Lockne socken) i Östersunds kommun.
Tandsbyn ligger invid E45 cirka 20 kilometer söder om Östersund. Inlandsbanan korsar Tandsbyn.

## Personer från orten
Författaren Per Nilsson-Tannér föddes och växte upp i Tandsbyn

## Befolkningsutveckling
| Befolkningsutvecklingen i Tandsbyn 1960–2020 | Befolkningsutvecklingen i Tandsbyn 1960–2020 | Befolkningsutvecklingen i Tandsbyn 1960–2020 | Befolkningsutvecklingen i Tandsbyn 1960–2020 | Befolkningsutvecklingen i Tandsbyn 1960–2020 |
| -------------------------------------------- | -------------------------------------------- | -------------------------------------------- | -------------------------------------------- | -------------------------------------------- |
|                                              |                                              |                                              |                                              |                                              |
| År                                           |                                              |                                              | Folkmängd                                    | Areal (ha)                                   |
| 1960                                         | 1960                                         |                                              | 275                                          |                                              |
| 1965                                         | 1965                                         |                                              | 288                                          |                                              |
| 1970                                         | 1970                                         |                                              | 275                                          |                                              |
| 1975                                         | 1975                                         |                                              | 317                                          |                                              |
| 1980                                         | 1980                                         |                                              | 468                                          |                                              |
| 1990                                         | 1990                                         |                                              | 475                                          | 59                                           |
| 1995                                         | 1995                                         |                                              | 453                                          | 59                                           |
| 2000                                         | 2000                                         |                                              | 409                                          | 59                                           |
| 2005                                         | 2005                                         |                                              | 396                                          | 59                                           |
| 2010                                         | 2010                                         |                                              | 374                                          | 58                                           |
| 2015                                         | 2015                                         |                                              | 453                                          | 140                                          |
| 2020                                         | 2020                                         |                                              | 444                                          | 135                                          |
|                                              |                                              |                                              |                                              |                                              |

## Näringsliv
Tandsbyn har några industrier, till exempel Strålfors Tandsbyn AB. Tidigare hade Husqvarna AB (Tandsbyns mekaniska verkstad) tillverkning på orten. Numera finns Tandsbyns Mekaniska Verkstad i Husqvarnas gamla lokaler, legotillverkning och montering sker åt Husqvarna. I lokalerna finns även Fixit maskin och verktyg samt Fixit Transmission AB som specialtillverkar drivaxlar och drevsatser till motorsport. Här finns Sveriges äldsta sängbutik Sovrumsgalleriet som även tillverkar och säljer kvalitetssängar och allt för sovrummet. På orten finns även Mickes Cykel och Motor i den gamla järnhandeln.